# 1868 год в истории железнодорожного транспорта
1868 год в истории железнодорожного транспорта

## События
- Основан Воронежский тепловозоремонтный завод.
- Завершено строительство Московско-Курской железной дороги. Движение по железной дороге Москва — Курск было открыто 30 сентября 1868, когда Император Александр II, возвращаясь из Крыма, специальным поездом отправился из Курска в Москву[1].
- Открыты участки Бровары — Ворожба и Ворожба — Курск Курско-Киевской железной дороги[2].
- В США построена железнодорожная линия Денвер — Шайен.
- В России начато строительство Тамбово-Саратовской железной дороги.

## Новый подвижной состав
- В России создан и начал эксплуатироваться вагон с опрокидывающимся кузовом (думпкар).[3]
- Во Франции компания Société J. F. Cail & Cie выпустила первый паровоз системы Мейера.